# Municipio de Indiana (condado de Lincoln)
El municipio de Indiana (en inglés: Indiana Township) es un municipio ubicado en el condado de Lincoln en el estado estadounidense de Kansas. En el año 2010 tenía una población de 171 habitantes y una densidad poblacional de 1,85 personas por km².

## Geografía
El municipio de Indiana se encuentra ubicado en las coordenadas 39°0′31″N 98°11′52″O / 39.00861, -98.19778. Según la Oficina del Censo de los Estados Unidos, el municipio tiene una superficie total de 92.63 km², de la cual 92,57 km² corresponden a tierra firme y (0,06 %) 0,06 km² es agua.

## Demografía
Según el censo de 2010, había 171 personas residiendo en el municipio de Indiana. La densidad de población era de 1,85 hab./km². De los 171 habitantes, el municipio de Indiana estaba compuesto por el 98,83 % blancos y el 1,17 % eran de una mezcla de razas. Del total de la población el 1,17 % eran hispanos o latinos de cualquier raza.